# Grimes (cantant)
Grimes   (Vancouver, 17 de març de 1988) més coneguda pel seu nom artístic Grimes, és una cantant, compositora, productora discogràfica, artista visual i directora de videos musicals canadenca. El treball de Grimes destaca per la seva atípica combinació d'elements vocals amb influències de la música industrial, electrònica, dream pop, hip-hop, R&B, noise rock, i fins i tot música medieval. El 2013, Grimes fou guardonada amb els Webby i Juno Awards per artista i àlbum d'electrònica de l'any, respectivament. A més, el seu senzill Oblivion fou nomenat cançó de l'any 2012 per la influent publicació de música independent Pitchfork.

## Primers anys
Claire Boucher va néixer i créixer a Vancouver. Es d'ascendència francocanadenca, italiana, rusa i mestissa. Va ser criada com a catòlica, i va assistir a una escola catòlica. La seva mare, Sandy Garossino, es una antiga fisca de la Corona i defensora de les arts; el seu pare, que era banquer, treballa "a la part comercial de la biotecnologia". El 2006 Boucher es va graduar a l'Escola Secundaria Lord Byng i es va traslladar de Vancouver a Montreal per assistir a la Universitat McGill per centrar-se en la neurociència i l'idioma rus. Va deixar l'escola a principis de 2011 abans d'acabar la seva carrera.

## Carrera

### 2009-2013: Principis de la carrera,Geidi PrimesiHalfaxa
Segons les marques temporals de la seva pàgina original de MySpace, va començar a escriure música amb el nom Grimes el 2007. El seu nom artístic va ser escollit perquè en aquell moment, MySpace permetia als artistes enumerar tres gèneres musicals. Ella va enumerar "grime" per als tres sense saber quin era el gènere de la música grime. Grimes va apendre música i arts visuals de forma autodidacta.

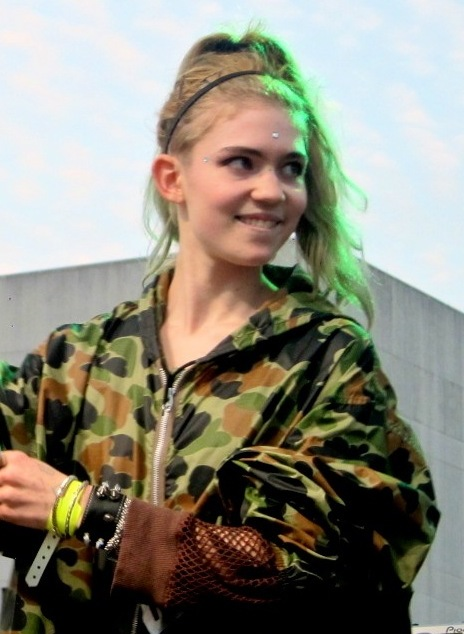
Grimes actuant al South by Southwest 2012

El gener de 2010, Grimes va llançar el seu àlbum debut Geidi Primes, un àlbum conceptual inspirat en la sèrie Dune. L'àlbum va ser publicat per Arbutus Records en casset. A l'octubre de 2010 va llançar el  seu segon àlbum, Halfaxa. Després del llançament d'Halfaxa, va començar a promocionar públicament la seva música i a fer gires fora de Montreal. El 2011 Grimes va llançar cinc cançons a la seva part de l'split 12" amb d'Eon, Darkbloom (tant a través d'Arbutus com d'Hippos in Tanks ). A partir del maig de 2011, Grimes va ser la telonera de Lykke Li a la seva gira nord-americana. L'agost del 2011, el seu àlbum debut va ser reeditat a través de No Pain in Pop Records, en format CD i vinil per primera vegada. El 2011, va col·laborar amb el DJ/productor Blood Diamonds.

### 2011–2014:Visions
El gener de 2012, després de llargues gires i una bona acollida dels seus dos primers àlbums i de la contribució a Darkbloom, Grimes va signar amb el segell discogràfic 4AD. El seu tercer àlbum d'estudi, Visions, es va publicar el 31 de gener de 2012 al Canadà a través de Arbutus Records, el 21 de febrer de 2012 als Estats Units a través de 4AD, i varies dates el març de 2012 en altres llocs. L'àlbum va aparèixer a diverses llistes publicades a finals d'any i es va considerar l'àlbum revelació de Grimes. NME el va incloure a la seva llista dels 500 Millors Àlbums de Tots els Temps el 2013. Fou un èxit de la crítica, descrit per The New York Times com “un dels treballs més sorprenents de l'any”. Visions va guanyar el premi a l'Àlbum Electrònic de l'Any i Grimes va ser nominada a Artista Revelació de l'Any als Junos. Grimes també va guanyar el premi a l'Artista de l'Any als Webbys 2013.
El segon senzill de l'àlbum, "Oblivion", va ser anomenat millor cançó del 2012 per Pitchfork. Es va fer un vídeo musical de la cançó codirigit per Emily Kai Bock i Grimes. Pitchfork va classificar "Oblivion" al número u de la seva llista de les 200 Millors Cançons de la Dècada Fins Ara el 2014. En entrevistes posteriors al llançament de l'àlbum, Grimes va explicar que se li va assignar una data límit estricte per tenir acabat l'àlbum molt abans que estigués complet. Cosa que va fer que gravés la major part de Visions mentre estava aïllada al seu apartament de Montreal a Mile End durant tres setmanes consecutives. Aquesta sessió de gravació intensiva va incloure nou dies sense dormir ni menjar i amb les finestres opacades, ja que no podia fer música tan fàcilment durant el dia, i consumint "tones d'amfetamines". Grimes va descriure el procés de creació com a "agradable i recargolat al mateix temps". I sent que la dificultat del procés va contribuir al seu èxit. Grimes va fer la gira Visions Tour del 2012 al 2014 amb Born Gold, Myths, Elite Gymnastics i Ami Dang com a teloners. El març de 2012, Grimes va col·laborar amb Tim Lafontaine de Cop Car Bonfire i van posar-se Membrain com a nom artístc. Van llançar un EP anomenat Sit Back, Rewind.  El maig de 2012, Grimes va aparèixer a la cançó "Phone Sex" de Blood Diamonds. El juliol de 2012, Grimes va fer una gira com a telonera amb Diplo i Skrillex al Full Flex Express Canadian Train Tour. L'agost de 2012, Grimes va fer el seu debut a la televisió nord-americana al programa Late Night With Jimmy Fallon.
L'abril de 2013, Grimes va publicar una declaració escrita en la que adreça la seva experiència com a dona en una industria plagada de sexisme i expressava la seva decepció pel fet que la seva postura feminista s'intrepretava sovint com antimasculina. Quan va parlar sobre la seva preferència per produir ella mateixa tot els seus àlbums, va dir, "no vull ser només la cara d'això que he construit, vull ser la que ho ha construit". El desembre de 2013, Grimes va anunciar haver signat amb Roc Nation, la discogràfica de Jay Z.

### 2014–2017:Art Angels

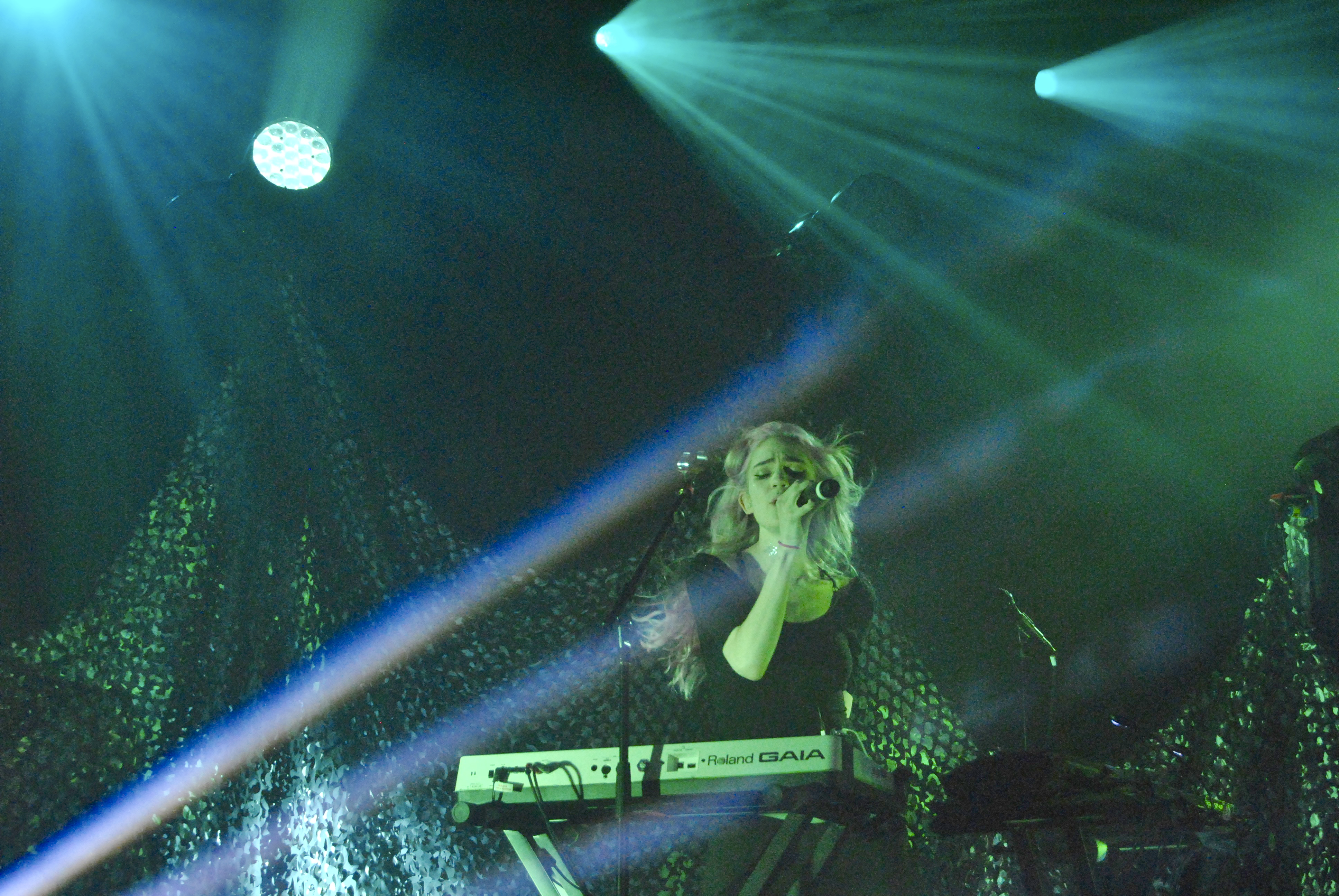
Grimes actuant al Governors Ball el juny de 2014

El 26 de juny de 2014, Grimes va publicar el seu nou single “Go” en col·laboració amb Blood Diamonds. Era un tema que havia estat escrit per Rihanna, però el va rebutjar. Es va estrenar al programa de ràdio 1 de Zane Lowe. Rolling Stone va classificar la cançó al lloc catorze de la seva llista de millors cançons del 2014. El juliol de 2014, Grimes va aparèixer a la cançó "Take Me Away" de Bleachers del seu àlbum Strange Desire. El 19 d'agost de 2014, Grimes va aparèixer al remix de la cançó My Song 5 de Haim.
El 8 de març de 2015, Grimes va llançar un vídeo dirigit per ella per una versió de demostració de "REALiTi" d'un àlbum abandonat. Va rebre elogis de la crítica musical i va anomenada Millor Música Nova per Jenn Pelly de Pitchfork, que la va classificar com a la "millor cançó nova de Grimes des de Visions". El 15 de març de 2015, Grimes i Bleachers van publicar la seva col·laboració, "Entropy" per al programa de televisió de HBO Girls. A l'estiu de 2015, Grimes va estar de gira amb Lana Del Rey en diverses dates del Endless Summer Tour. Després va fer una gira a la tardor del 2015 com a cap de cartell del seu propi Rhinestone Cowgirls Tour amb la telonera Nicole Dollanganger.
El seu proper quart àlbum estava previst per a l'octubre i seria llançat "per sorpresa." Grimes va dir que el disc es va gravar amb "instruments reals", un canvi comparat amb la composició principalment feta a partir de sintetitzadors i samplers dels seus llançaments anteriors. El 26 d'octubre de 2015, Grimes va llançar el senzill principal de l'àlbum, "Flesh Without Blood " i un vídeo musical en dos actes que incluia "Flesh Without Blood" i "Life in the Vivid Dream", una altra cançó del proper àlbum. L'àlbum, titulat Art Angels, va ser llançat al novembre i va aconseguir crítiques positives. Va obtenir una puntuació de 88 (sobre 100) a Metacritic i la designació de Millor Música Nova de Pitchfork. Jessica Hopper de Pitchfork va descriure Art Angels com "una prova del treball de Boucher i una articulació d'una visió pop que és indiscutiblement seva... un èpic bufet de vacances de tendenciosas merdes feministes, amb segones racions per als comentaristes anònims i els xucladors de sang de la indústria musical. ".
Art Angels va ser anomenat millor àlbum de l'any per NME, Exclaim!, i Stereogum. Va arrivar al número 1 a la llista d'Àlbums Alternatius de Billboard dels Estats Units i al número 2 a la llista d'Àlbums Independents de Billboard. Grimes va guanyar el premi internacional 2016 als Premis Anuals Socan i el premi Harper's Bazaar al músic de l'any 2016 a l'octubre.

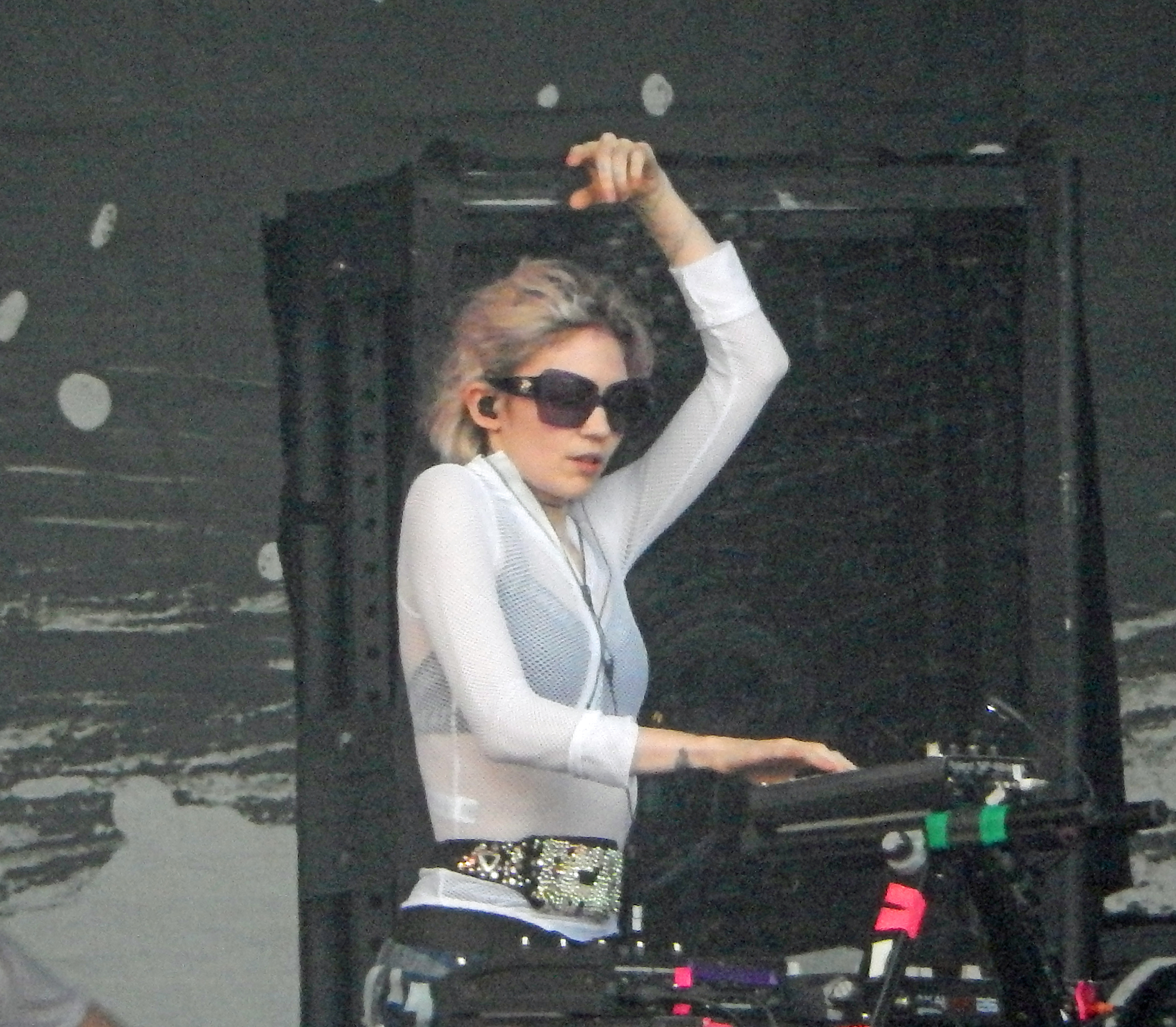
Grimes actuant a Lollapalooza 2016

A la primavera del 2016, Grimes va fer una gira per Àsia i Europa amb Hana com a telonera a la Ac!d Reign Tour. Grimes va continuar de gira durant l'estiu del 2016. A més, va actuar en varis festivals de música d'Amèrica del Nord i va ser telonera de Florence and the Machine en algunes dates de la gira How Beautiful Tour.
Els videoclips per a cançons d'Art Angels van començar amb "Flesh Without Blood" i "Life in the Vivid Dream" ("Acte I" i "Acte II", respectivament). Després, Grimes va llançar el vídeo musical de "Kill V. Maim" ("Acte III") el 19 de gener de 2016, i el vídeo musical de "California" ("Acte IV") el 9 de maig, 2016. Grimes va crear una versió lleugerament remesclada de "California" per al vídeo musical per aconseguir una barreja visual/auditiva menys "dissonant". El 3 d'agost de 2016, Grimes va llançar la cançó "Medieval Warfare" que formava part de la banda sonora de la pel·lícula de superherois Suicide Squad.
El 5 d'octubre de 2016, Grimes i la seva amiga i col·laboradora Hana Pestle, més coneguda pel seu nom artístic Hana, van llançar "The Ac!d Reign Chronicles", una sèrie lo-fi de set vídeos musicals que inclouen cançons de Grimes ("Butterfly", "World Princess Part II", "Belly of the Beat" i "Scream") i Hana ("Underwater", "Quimera" i "Avalanche"), cadascuna d'elles protagonitzant el seu segments respectius. S'inclouen aparicions addicionals d'Aristòfanes a Scream i de dues de les ballarines de suport de Grimes, Linda Davis i Alyson Van, al llarg de la sèrie. "The AC!D Reign Chronicles" es van gravar al llarg de dues setmanes durant el temps que el duo estava de gira per Europa i es va fer amb una producció mínima. Els videoclips es van rodar exclusivament en iPhones i sense cap equip a part del seu germà de Grimes, Mac Boucher, que va col·laborar en la filmació. El 2016, Grimes va co-escriure la cançó "Heaven" per a l'àlbum Blue Neighborhood de Troye Sivan.
El 2 de febrer de 2017, Grimes va estrenar a Tidal el videoclip futurista d'alt pressupost de "Venus Fly", protagonitzat per ella mateixa i Janelle Monáe. El vídeo es va penjar a YouTube el 9 de febrer de 2017. Va guanyar el premi al Millor Vídeo de Ball per "Venus Fly" als Much Music Video Awards. El 2017, Grimes va guanyar un premi JUNO al Vídeo de l'Any amb "Kill V. Maim". El 19 d'octubre de 2017, Grimes va llançar una versió de "Dark Come Soon" de Tegan i Sara amb Hana. La versió forma part de l'àlbum The Con X: Covers de Tegan i Sara.

### 2018–2021:Miss Antropocenei col·laboracions
Al febrer de 2018, Grimes va escriure a Instagram : "doncs, res de música dintre de poc després de tot". Més tard, es va revelar que això es devia a un enfrontament amb el seu segell, 4AD. Després Grimes va afirmar a una publicació d'Instagram que finalment llançaria dos àlbums i que "estarien separats un cert temps". El primer el llançaria amb 4AD, i el segon amb un segell no revelat. Grimes va declarar que el primer àlbum seria "altament col·laboratiu i [caracteritzat per] la llum més gloriosa", i el segon destacaria temes de "foscor pura i caos".
El 10 d'abril de 2018, Grimes va aparèixer a "Pynk", el tercer senzill de l'àlbum Dirty Computer de Janelle Monáe. El 30 de maig de 2018, Grimes va aparèixer a "Love4Eva" de Loona yyxy, el senzill principal de l'EP debut Beauty & the Beat de la tercera subunitat del grup de noies de Corea del Sud Loona. El 15 de juny de 2018, va aparèixer en un vídeo de la sèrie d'Apple Behind the Mac al seu canal de YouTube, amb un avenç d'una cançó del seu proper àlbum titulada "That's What the Drugs Are For", llançada més tard com "My Name Is Dark". El mateix dia, Grimes va publicar dos vídeos a Twitter amb un avenç de dues cançons del seu proper àlbum, "adore u (beautiful game)" i "4ÆM". El 2018, Grimes va compondre el tema musical de la sèrie animada de Netflix Hilda. El 19 d'octubre de 2018, Grimes va aparèixer a la cançó de l'àlbum Euringer "The Medicine Does Not Control Me" de Jimmy Urine. El 31 d'octubre de 2018, Grimes va aparèixer a la cançó "Play Destroy" de Poppy al seu àlbum Am I a Girl?
El 29 de novembre de 2018, Grimes va llançar el senzill "We Appreciate Power" amb Hana,  que va ser descrita com una cançó de rock industrial  i nu metal. L'11 de desembre de 2018, Grimes va interpretar la cançó a The Tonight Show Starring Jimmy Fallon. Grimes també va aparèixer a "Nihilist Blues" de Bring Me the Horizon pel seu sisè àlbum Amo.
El 13 d'agost de 2019, Grimes va publicar un anunci per a la col·lecció Adidas per Stella McCartney Fall 2019 a Instagram. Va afirmar que llançaria el primer senzill del seu proper àlbum, Miss Anthropocene, el 13 de setembre de 2019. Va llançar el vídeo musical de "Violence", amb i_o el 5 de setembre de 2019. El 25 d'octubre de 2019, es va filtrar una versió inacabada de l'àlbum "Miss Anthropocene". El 15 de novembre de 2019, va llançar dues versions del senzill "So Heavy I Fell Through the Earth". El mateix dia va interpretar "4ÆM" als Video Game Awards 2019 per presentar-se com la veu de Lizzy Wizzy, un personatge del joc Cyberpunk 2077. El 29 de novembre de 2019, Grimes va llançar el senzill "My Name Is Dark". El 13 de desembre de 2019, Grimes va llançar el senzill "4ÆM". Miss Anthropocene es va publicar el 21 de febrer de 2020. El 12 de febrer de 2020, va llançar el senzill "Delete Forever", que es va inspirar per la mort de Lil Peep i per la crisi dels opioides en curs. El 27 de febrer de 2020, Grimes va llançar un vídeo musical per a la cançó "Idoru". L'1 d'abril de 2020, Grimes va llançar un vídeo musical per a la cançó "You'll Miss Me When I'm Not Around" i va demanar als fans que acabessin el vídeo perquè només apareix Grimes i una pantalla verda. El 17 de juny de 2020, Grimes va aparèixer a la cançó d'Ashnikko, "Cry", del seu mixtape Demidevil.
Grimes va fer una aparició al programa sketchos de comèdia d'Adult Swim, The Eric Andre Show. La seva col·laboració amb Janelle Monáe, "Pynk", va aparèixer a l'episodi 5 de la sèrie de televisió I May Destroy You. La seva cançó "Oblivion" va aparèixer a l'episodi 9 de la mateixa sèrie. Grimes va col·laborar amb Benee a la cançó "Sheesh" del seu àlbum debut Hey UX, publicat l'11 de novembre de 2020. La seva cançó, "Kill V Maim" va aparèixer a la banda sonora de la pel·lícula del 2020, Mainstream. L'11 de desembre de 2020, Grimes i altres artistes associats, tots utilitzant àlies, van publicar un àlbum de mix de DJ amb la temàtica de Cyberpunk 2077 a Apple Music, titulat This story is dedicated to all those cyberpunks who fight against injustice and corruption every day of their lives!. Conté dues cançons noves de Grimes, "Samana" i "Delicate Weapon". El 18 de desembre de 2020, nou mesos després del llançament del seu cinquè àlbum d'estudi, Miss Anthropocene, Grimes va canviar la portada de l'àlbum a totes les plataformes de streaming. La nova portada és una pintura de Rupid Leejm que Grimes va encarregar per utilitzar. Al discutir el procés d'elecció de l'art de la portada originalment, "Vaig enquestar un munt de persones i tothom va dir que no la fes servir (??) però m'agradaria confiar en el meu instint. M'encanta aquesta pintura". L'1 de gener de 2021, Grimes va llançar Miss Anthropocene: Rave Edition, un àlbum de remixes que inclou noves versions de cançons de l'àlbum per artistes com BloodPop, Channel Tres, Richie Hawtin i Modeselektor, juntament amb dos remixes de la seva barreja Cyberpunk 2077 Apple Music DJ mix.

### 2021-present: Alter Ego, col·laboracions, Fairies Cum First, Llibre 1 i Llibre 2
El 5 de març de 2021, Grimes va signar amb Columbia Records. El 8 de maig, Grimes va aparèixer en un sketch de Saturday Night Live com la princesa Peach al costat de l'amfitrió, Elon Musk, com a Wario. La seva cançó "Califòrnia" va aparèixer a la pel·lícula d'animació The Mitchells vs. the Machines. Al juny, va aparèixer al vídeo musical de Doja Cat "Need to Know".
Més tard, al juny, Grimes va iniciar un servidor de Discord anomenat "Grimes Metaverse Super Beta" i un nou podcast "Homo Techno", presentat conjuntament amb la comunicadora científica Liv Boeree. Va utilitzar el servidor de Discord per avançar música nova amb freqüència. Va publicar un fragment d'una cançó anomenada "Shinigami Eyes" que va continuar promocionant en publicacions posteriors a les xarxes socials. Així com una propera col·laboració amb el DJ britànic Chris Lake. Grimes va parlar amb Billboard d'un pròxim àlbum conceptual, que va descriure com una "òpera espacial".
El juliol de 2021, Grimes, juntament amb will.i.am, Alanis Morissette, Nick Lachey i Rocsi Diaz es van revelar com a jutges d'Alter Ego, una nova sèrie de competició de cant en què els concursants fan servir la tecnologia de captura de moviment per retratar-se a ells mateixos com "avatars de somni". També va fer un cameo al curtmetratge Discord: The Movie, al costat d'Awkwafina, Danny DeVito i J Balvin. El 30 de setembre, Grimes va llançar una nova cançó titulada "Love" gravada en resposta a la seva separació amb Elon Musk i la creixent atenció dels mitjans comunicació per la ruptura. El 3 de desembre, Grimes va anunciar el títol del seu sisè àlbum d'estudi, Book 1, i va llançar un nou senzill titulat "Player of Games". Al desembre, Grimes va avançar una col·laboració amb The Weeknd a Discord que es llançaria el 2022.
El gener de 2022, Grimes es va associar amb el videojoc Rocket League per a l'esdeveniment Neon Nights. L'esdeveniment va tenir lloc del 26 de gener al 8 de febrer i va incloure objectes temàtics de Grimes i les seves cançons "Shinigami Eyes" i "Player of Games". Al gener, Grimes va anunciar un vinil del 10è aniversari del seu àlbum Visions. El 26 de gener, va llançar "Shinigami Eyes". Una setmana més tard, el 3 de febrer de 2022, Grimes va anunciar el seu proper EP titulat Fairies Cum First. A l'abril, Grimes va aparèixer a la cançó de l'àlbum Kiss of Death "Last Day" de la banda russa IC3PEAK. Grimes va aparèixer al vídeo musical de "Dolls" de Bella Poarch que va ser llançat el 15 de juliol. Grimes va aparèixer a la cançó de Bella Poarch "No Man's Land" de l'EP Dolls que va llançar el 12 d'agost.
L'agost de 2022, Grimes va aparèixer a la portada de Vogue Plus Xina, en la qual va fer una entrevista i va parlar més sobre la seva propera col·laboració amb The Weeknd. Va confirmar que la cançó es diu "Sci Fi" i que es publicarà a mitjans del 2022. També va proporcionar més detalls sobre el seu proper àlbum d'estudi i EP, afirmant que "tots aquests projectes [s'ajuntaran] i es fusionaran en un sol projecte al final". El 17 de setembre, va revelar que té vint cançons per al seu proper àlbum i va dir que l'àlbum podria estar dividit en dos àlbums. També va confirmar que l'àlbum estava en procés de mescla. El gener de 2023, Grimes va donar una actualització del seu sisè àlbum endarrerit, Book 1, anunciant que la seva carrera era ara una "missió secundària" i que els seus fills, amics i família eren les seves prioritats. El 31 de gener, es va anunciar que Grimes apareixeria a la cançó de Caroline Polachek "Fly to You" al costat de Dido. La cançó és del quart àlbum d'estudi de Polachek, Desire, I Want to Turn Into You, que es va publicar el 14 de febrer.
L'abril de 2023, Grimes va anunviar que compartiria el 50% de les regalies amb els creadors que generin música amb IA utilitzant la seva veu. Grimes anima als fans perquè utilitzin la seva veu "sense penalització" i afageix que li agrada la idea de "obrir els codis de tot l'art i matar el copyright". Després d'això Grimes va anunciar la seva plataforma elf.tech, un programa de software de codi obert dedicat exclusivament a replicar legalment la seva veu per a la creació musical. El setembre de 2023, Grimes va ser inclosa a la llista de la revista Time de les 100 persones més influents en la IA. Grimes i el seu equip s'han associat amb la plataforma de creació musical Slip.stream per posar a disposició dels creadors més de 200 cançons de GrimesAI.
El 8 de juny, Grimes va estrenar "Welcome to the Opera", juntament amb Anyma, també conegut com Matteo Milleri del duet italià Tale of Us. El 28 de juliol, Grimes va llançar "I Wanna Be Software", amb el productor discogràfic canadenc, Illangelo. El 3 de novembre, Grimes va col·laborar amb la cantant iraniana-holandesa Sevdaliza a la cançó "Nothing Lasts Forever". Al desembre, es va anunciar que Grimes s'associaria amb l'empresa de joguines Curio per llançar una joguina interactiva amb intel·ligència artificial anomenada "Grok" de la qual ella va proporcionar la veu.
A l'abril de 2024, Grimes va fer de DJ a Coachella, però es va interrompre per problemes tècnics.
El 20 de setembre de 2024, Grimes va llançar un remix d'una cançó anomenada " Supernova ", originalment del grup de K-pop, Aespa. El 29 d'octubre de 2024, Grimes va fer un remix de la cançó "Image" del grup Magdalena Bay.

## Discografia

### Àlbums
- Geidi Primes (10 de gener, 2010, Arbutus Records)
- Halfaxa (30 de setembre, 2010, Arbutus Records)
- Visions (31 de gener, 2012, 4AD i Arbutus Records)
- Art Angels (6 de Novembre de 2015)
- Miss Anthropocene (21 de Febrer del 2020)

### Col·laboracions
- Darkbloom, àlbum amb d'Eon (18 d'abril, 2011, Arbutus Records i Hippos in Tanks)
- Phone Sex, senzill amb Blood Diamonds (16 de juliol, 2012)
- Go, senzill amb Blood Diamonds (26 de juny, 2014)
- Take Me Away, senzill amb Bleachers (10 de juliol, 2014)

### Videoclips
- "Crystal Ball" (2011, dirigit per Tim Kelly)
- "Vanessa" (2011, dirigit per Claire Boucher)
- "Oblivion" (2012, co-dirigit per Claire Boucher i Emily Kai Bock)
- "Nightmusic" (2012, dirigit per John Londono)
- "Genesis" (2012, dirigit per Claire Boucher)
- "Go" featuring Blood Diamonds (2014, dirigit per Claire Boucher)
- "REALiTi" (2014, dirigit per Claire Boucher)